# Herrarnas singelsculler i rodd vid olympiska sommarspelen 1984
Herrarnas singelsculler i rodd vid olympiska sommarspelen 1984 avgjordes mellan den 31 juli och 5 augusti 1984.

## Medaljörer
| Gren          | Guld                   | Silver                    | Brons              |
| Singelsculler | Pertti Karppinen (FIN) | Peter-Michael Kolbe (FRG) | Robert Mills (CAN) |

## Resultat

### Heat

#### Heat 1
| Placering | Roddare             | Land         | Tid     | Noteringar |
| --------- | ------------------- | ------------ | ------- | ---------- |
| 1         | Pertti Karppinen    | Finland      | 7:20,93 | SF         |
| 2         | Peter-Michael Kolbe | Västtyskland | 7:28,49 |            |
| 3         | John Biglow         | USA          | 7:31,30 |            |
| 4         | Jose Oyarzabal      | Spanien      | 7:39,16 |            |
| 5         | Denis Gate          | Frankrike    | 7:41,22 |            |
| 6         | Juan Felix          | Puerto Rico  | 7:42,96 |            |

#### Heat 2
| Placering | Roddare                  | Land        | Tid     | Noteringar |
| --------- | ------------------------ | ----------- | ------- | ---------- |
| 1         | Robert Mills             | Kanada      | 7:24,10 | SF         |
| 2         | Gary Reid                | Nya Zeeland | 7:27,10 |            |
| 3         | Konstatinos Kontomanolis | Grekland    | 7:35,92 |            |
| 4         | Shunsuke Horiuchi        | Japan       | 7:58,36 |            |
| 5         | Edgar Nanne-Villagran    | Guatemala   | 8:07,69 |            |

#### Heat 3
| Placering | Roddare                   | Land          | Tid     | Noteringar |
| --------- | ------------------------- | ------------- | ------- | ---------- |
| 1         | Ricardo Ibarra            | Argentina     | 7:27,60 | SF         |
| 2         | Bengt Nilsson             | Sverige       | 7:31,62 |            |
| 3         | Raimund Haberl            | Österrike     | 7:33,50 |            |
| 4         | Lars Bjønness             | Norge         | 7:39,80 |            |
| 5         | Herman van den Eerenbeemt | Nederländerna | 7:57,90 |            |

### Återkval

#### Återkval 1
| Placering | Roddare               | Land        | Tid     | Noteringar |
| --------- | --------------------- | ----------- | ------- | ---------- |
| 1         | John Biglow           | USA         | 7:21,47 | SF         |
| 2         | Gary Reid             | Nya Zeeland | 7:26,12 | SF         |
| 3         | Juan Felix            | Puerto Rico | 7:26,85 | SF         |
| 4         | Lars Bjønness         | Norge       | 7:29,01 |            |
| 5         | Edgar Nanne-Villagran | Guatemala   | 7:50,60 |            |

#### Återkval 2
| Placering | Roddare             | Land         | Tid     | Noteringar |
| --------- | ------------------- | ------------ | ------- | ---------- |
| 1         | Peter-Michael Kolbe | Västtyskland | 7:21,47 | SF         |
| 2         | Raimund Haberl      | Österrike    | 7:26,12 | SF         |
| 3         | Denis Gate          | Frankrike    | 7:26,85 | SF         |
| 4         | Lars Bjønness       | Norge        | 7:29,01 |            |

#### Återkval 3
| Placering | Roddare                   | Land          | Tid     | Noteringar |
| --------- | ------------------------- | ------------- | ------- | ---------- |
| 1         | Konstatinos Kontomanolis  | Grekland      | 7:25,15 | SF         |
| 2         | Bengt Nilsson             | Sverige       | 7:30,24 | SF         |
| 3         | Jose Oyarzabal            | Spanien       | 7:33,68 | SF         |
| 4         | Herman van den Eerenbeemt | Nederländerna | 7:34,28 |            |

### Semifinaler

#### Semifinal 1
| Placering | Roddare                  | Land        | Tid     | Noteringar |
| --------- | ------------------------ | ----------- | ------- | ---------- |
| 1         | Pertti Karppinen         | Finland     | 7:19,52 | FA         |
| 2         | Robert Mills             | Kanada      | 7:20,88 | FA         |
| 3         | Konstatinos Kontomanolis | Grekland    | 7:23,99 | FA         |
| 4         | Jose Oyarzabal           | Spanien     | 7:32,72 | FB         |
| 5         | Gary Reid                | Nya Zeeland | 7:34,15 | FB         |
| 6         | Raimund Haberl           | Österrike   | 7:38,48 | FB         |

#### Semifinal 2
| Placering | Roddare             | Land         | Tid     | Noteringar |
| --------- | ------------------- | ------------ | ------- | ---------- |
| 1         | Peter-Michael Kolbe | Västtyskland | 7:22,24 | FA         |
| 2         | Ricardo Ibarra      | Argentina    | 7:22,42 | FA         |
| 3         | John Biglow         | USA          | 7:24,98 | FA         |
| 4         | Bengt Nilsson       | Sverige      | 7:33,28 | FB         |
| 5         | Juan Felix          | Puerto Rico  | 7:34,70 | FB         |
| 6         | Denis Gate          | Frankrike    | 8:00,33 | FB         |

### Finaler

#### A-final
| Placering | Roddare                  | Land         | Tid     | Noteringar |
| --------- | ------------------------ | ------------ | ------- | ---------- |
| 1         | Pertti Karppinen         | Finland      | 7:00,24 |            |
| 2         | Peter-Michael Kolbe      | Västtyskland | 7:02,19 |            |
| 3         | Robert Mills             | Kanada       | 7:10,38 |            |
| 4         | John Biglow              | USA          | 7:12,00 |            |
| 5         | Ricardo Ibarra           | Argentina    | 7:14,59 |            |
| 6         | Konstatinos Kontomanolis | Grekland     | 7:17,03 |            |

#### B-final
| Placering | Roddare        | Land        | Tid     | Noteringar |
| --------- | -------------- | ----------- | ------- | ---------- |
| 1         | Gary Reid      | Nya Zeeland | 7:22,63 |            |
| 2         | Raimund Haberl | Österrike   | 7:25,38 |            |
| 3         | Bengt Nilsson  | Sverige     | 7:26,82 |            |
| 4         | Juan Felix     | Puerto Rico | 7:36,38 |            |
| 5         | Jose Oyarzabal | Argentina   | 7:36,78 |            |
| 6         | Denis Gate     | Frankrike   | 7:37,82 |            |